# Світовий портовий центр
Світовий портовий центр (англ. World Port Center) — 33-поверховий, що має 123,1 м заввишки  хмарочос у Роттердамі, Нідерланди.  

## Інфраструктура

### Дизайн
Сер Норман Фостер спроектував 32-поверхову будівлю. Цей британський архітектор здобув міжнародну популярність своїми проектами для лондонського аеропорту Станстед, банку Гонконгу та Шанхаю в Гонконгу, прибудови будівлі Рейхстагу в Берліні та 259 м Вежі Комерцбанку у Франкфурті. У 1992 році він розробив генеральний план усього Вільгельмінапієра, де стоїть Світовий портовий центр.

### Будівництво
Вежу замовив ING Real Estate Development.  Витрати на будівництво склали приблизно 100 мільйонів NLG. Адміністрація порту Роттердама є основним мешканцем WPC, використовуючи поверхи з 2 по 19. Покриття з 25 по 28 здаються в оренду Eneco Energie, поверхи з 29 по 32 є конференц-зонами та передаються в комерційну оренду Regus.  Також розміщується аргентинський стейк-ресторан Gaucho's.

## Особливості
Оскільки будівля стоїть у далекій точці пристані Вільгельміни, на якій вона побудована, з верхніх поверхів відкривається краєвид на навколишні гавані та місто. Будівля також є аварійним центром, призначеним для подолання потенційних катастроф у районі порту та функціонування як координаційний центр. 

## Галерея

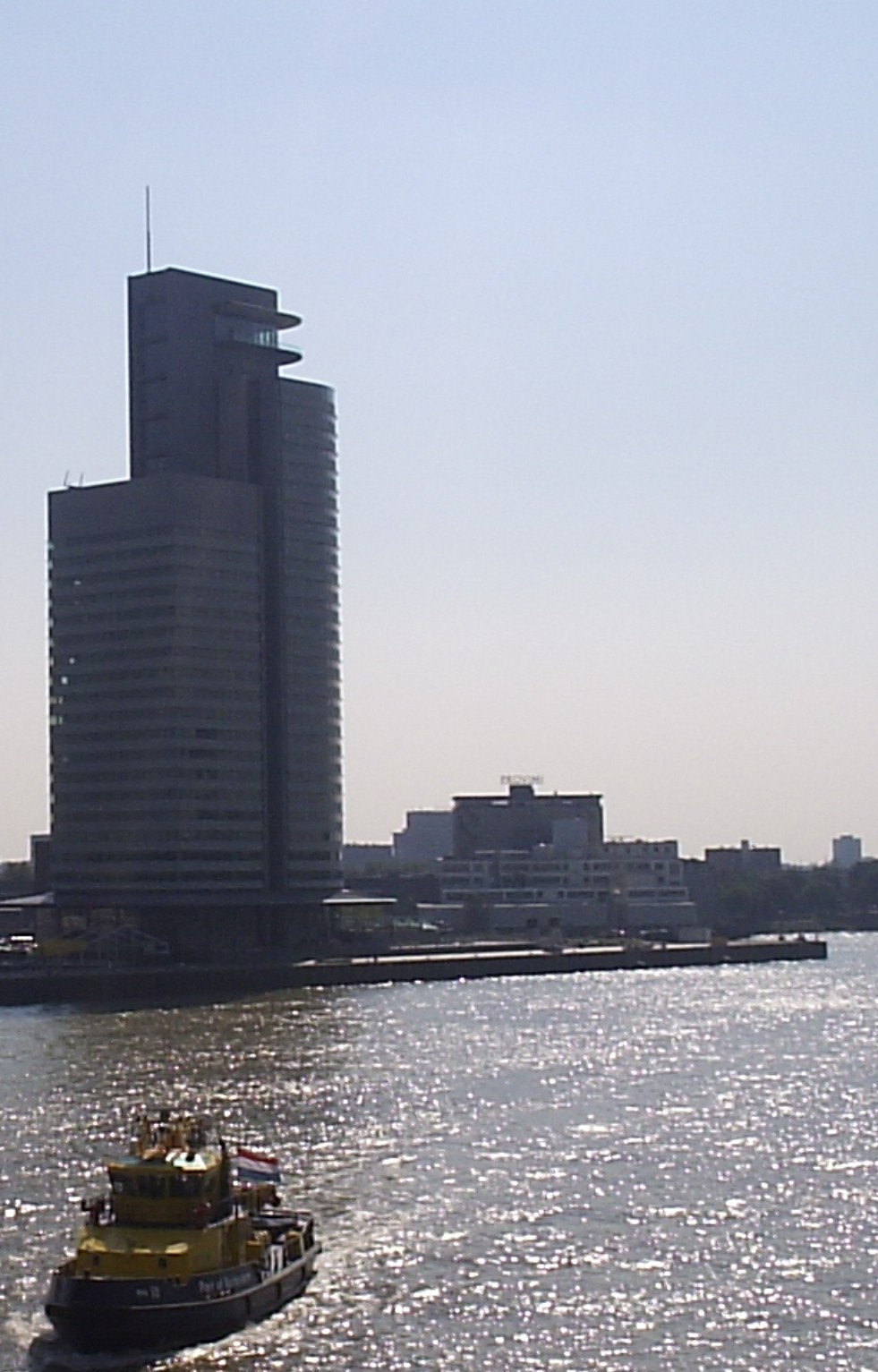
Світовий портовий центр
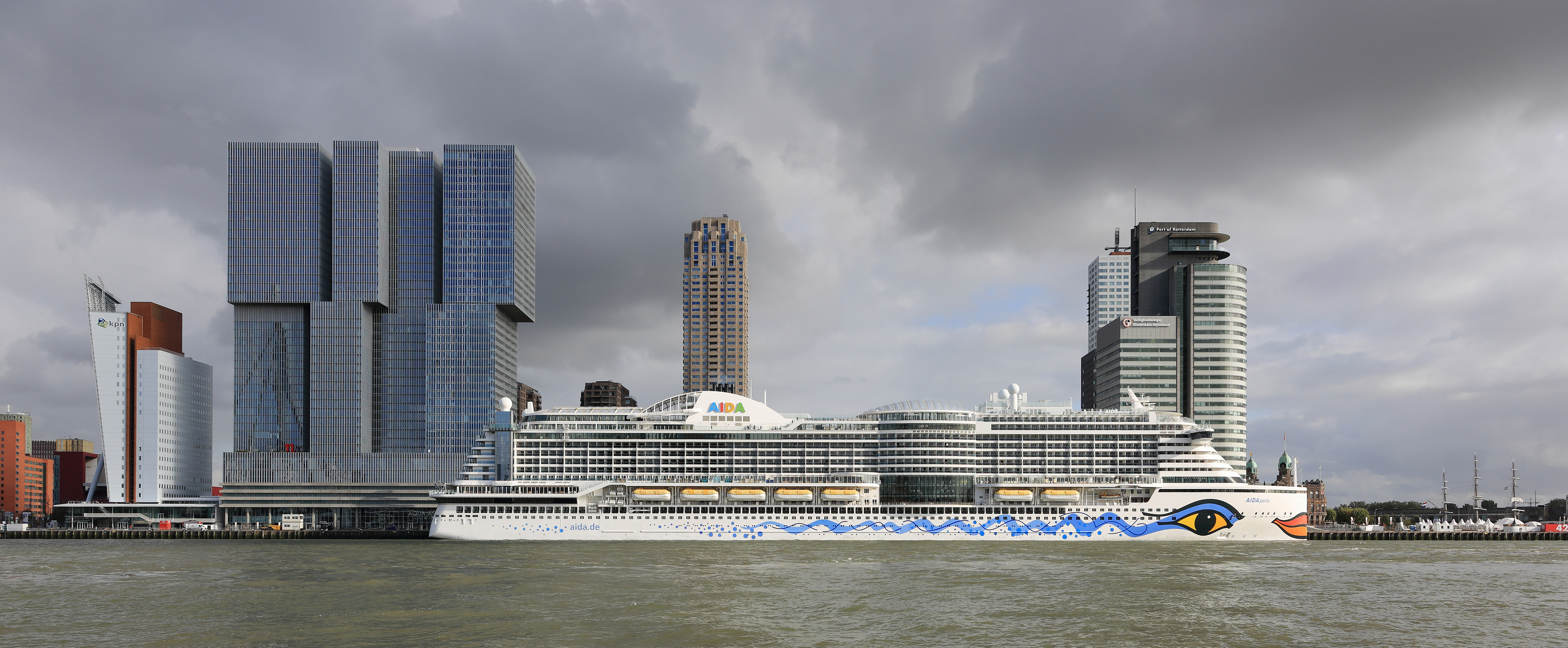
Світовий портовий центр з De Rotterdam та круїзним судном